# امید یسین
امید یسین (انگلیسی: Ümit Yesin; ۲۸ ژانویهٔ ۱۹۵۴ – ۱۹ مارس ۲۰۱۹) بازیگر اهل ترکیه بود.
از فیلم‌ها یا برنامه‌های تلویزیونی که وی در آن نقش داشته‌است می‌توان به هرگز تسلیم نمی‌شوم اشاره کرد.